# Lex van Delden
Lex van Delden (né Alexander Zwaap, 10 septembre 1919 - 1er juillet 1988) est un compositeur néerlandais.

## Biographie
Il commence très tôt à composer, mettant en musique à l'âge de onze ans des poèmes de Guido Gezelle. En 1940, l'orchestre de l'université d'Amsterdam crée son cycle de mélodies L'Amour.
L'invasion allemande le force à abandonner ses études. Il entre dans la résistance. Toute sa famille disparaît dans les camps de la mort nazis. Il prend pour nom Lex van Delden, inspiré de son pseudonyme dans la résistance.
En 1948, il obtient le prix de musique de la ville d'Amsterdam pour ses Rubáiyát d'après des poèmes persans d'Omar Khayyam.
Il a présidé la Société des compositeurs néerlandais. Il est membre de la Société internationale pour la musique contemporaine et du comité néerlandais de musique internationale de l'UNESCO.
L'œuvre pour orchestre In Memoriam (1953) rend hommage aux victimes des inondations de 1953. Son oratorio The Bird of Freedom (1955) s'élève contre l'esclavage. Canto della guerra (d'après Érasme, 1967) est une condamnation de la guerre. La mythologie lui a aussi inspiré Judith (1950) et Adonijah's Death (1986) pour  chœur d'hommes et orchestre à vent.